# Национальная библиотека Украины имени В. И. Вернадского
Национа́льная библиоте́ка Украи́ны и́мени В. И. Верна́дского (укр. Національна бібліотека України імені В. І. Вернадського) — крупнейшая по объёму фонда и площади помещений библиотека Украины, главный научно-информационный центр государства, научно-исследовательский институт Отделения истории, философии и права НАН Украины. Входит в двадцатку крупнейших национальных библиотек мира. В соответствии с приказом Высшей аттестационной комиссии Украины и НАН Украины от 7 июля 2008 года № 436/311, все электронные версии периодических печатных научных изданий публикуются на официальном сайте НБУ им. В. И. Вернадского.

## История библиотеки
Основана 2 августа 1918 года как Национальная библиотека Украинской Державы. Основание библиотеки было проведено на основании Закона об образовании фонда «Национальной библиотеки Украинской державы», утверждённого Радой Министров Украинской Державы. 23 августа образован Временный комитет для основания Национальной библиотеки Украинской Державы в Киеве. Первый состав Временного комитета: председатель В. И. Вернадский (Первый президент Украинской Академии наук) и его члены: С. А. Ефремов, А. Е. Крымский, И. П. Житецкий и В. А. Кордт.
В начале 1919 года библиотеке была предоставлена одна комната в здании Министерства образования (Терещенковская ул., 2). В марте 1919 года библиотека получила временное помещение — главный корпус Коллегии Павла Галагана на Фундуклеевской улице. В дальнейшем библиотека была перемещена в 4 комнаты в малейшем корпусе Коллегиума (на перекрёстке Пушкинской и Фундуклеевской улиц).
3 мая 1919 года Общее собрание Академии наук приняло решение заменить термин «Национальная» термином «Всенародная»; библиотека стала называться «Всенародная библиотека Украины при Всеукраинской Академии наук в г. Киеве» (ВБУ). 30 октября 1919 года председателем Совета Библиотекарей ВБУ избран член Временного Комитета Е. А. Кивлицкий, в 1919—1920 годах ставший первым заведующим Всенародной библиотеки Украины. В октябре 1920 года Кивлицкого на посту заведующего Всенародной библиотеки сменил Ю. А. Иванов-Меженко.
По инициативе заведующего Подольским краевым архивом Ю. С. Александровича и с помощью Всенародной библиотеки Украины был основан Винницкий филиал ВБУ. В 1923 году его возглавил В. Д. Отамановский.
С 1923 года библиотека начала получать два обязательных экземпляра произведений печати УССР, на базе чего началось создание фонда архивного экземпляра произведений печати УССР. Первым официальным директором стал С. Ф. Постернак.
В августе 1941 года библиотека была эвакуирована в столицу Башкирии Уфу, где в помещении Государственного педагогического института был открыт читальный зал с фондом открытого доступа. В мае 1944 года библиотека вернулась в Киев.
В 1946 году под руководством директора Библиотеки Ю. А. Меженко возрождается традиция издания специального библиотечного журнала, начинает выходить «Журнал Бібліотеки Академії наук УРСР» (в соответствии с тогдашним названием библиотеки).
С 1957 года библиотека входит в систему международного абонемента.
До 1965 года — Государственная публичная библиотека АН УССР.
В 1965 году библиотека получила название «Центральная научная библиотека Академии наук УССР».
В 1980 году фонды библиотеки насчитывали свыше 10 млн наименований, в том числе 516 инкунабул, около 300 тыс. рукописей, свыше 6500 книг с церковно-славянским шрифтом XV—XVI веков. Наиболее полный на Украине сборник комплектов газет и журналов (свыше 119 тыс.).
19 февраля 1988 года в соответствии с постановлением Совета Министров УССР Центральной научной библиотеке Академии наук УССР было присвоено имя академика В. И. Вернадского.
5 апреля 1996 года указом президента Украины библиотеке предоставлен статус национальной библиотеки. Тем же указом в библиотеке образован Фонд президентов Украины.
В 1998 году библиотека совместно с Институтом проблем регистрации сведений НАН Украины начала формирование реферативной базы данных «Научная украиника» (укр. Україніка наукова) и издание украинского реферативного журнала «Джерело».
25 августа 2004 года Кабинетом министров Украины утверждена Государственная программа развития деятельности Национальной библиотеки Украины имени В. И. Вернадского на 2005—2010 годы, определяющая Библиотеку как главный научно-информационный центр государства. Задачами программы также является наращивание технологической мощи учреждения и введение новых информационных технологий формирования и использования документных ресурсов.

## Организационная структура
В библиотеке более 40 подразделений, сгрупированных по направлениям их деятельности в институты (библиотековедения, украинской книги, рукописи, архивоведения, биографических исследований), центры (консервации и реставрации, культурно-просветительский, компьютерных технологий, научно-издательский), Фонд президентов Украины и Службу информационно-аналитического обеспечения органов государственной власти (СИАО). В библиотеке работают более 900 сотрудников, из них библиотечных — 65 %, научных — 20 % и вспомогательных — 15 %.

### Институты
- Научно-методического обеспечения библиотечно-информационной работы
  - Отдел библиотековедения
- Рукописи
  - Отдел кодикологии и кодикографии
  - Отдел источниковедения
  - Отдел фондов рукописного наследия
  - Отдел фонда иудаики
- Архивоведения
  - Отдел архивоведения и документоведения
  - Отдел археографии
  - Отдел истории академической науки
- Биографических исследований

### Центры
- Центр формирования библиотечно-информационных ресурсов
  - Отдел комплектования
  - Отдел каталогизации
  - Отдел систематизации
  - Отдел научной организации электронных информационных ресурсов
  - Отдел реферирования научной информации
- Центр научно-библиографической информации
  - Отдел справочно-библиографического обслуживания
  - Отдел технологий удалённого обслуживания
  - Отдел межбиблиотечного абонемента
- Культурно-просветительский центр
- Научно-издательский центр
  - Отдел научных изданий
  - Отдел технологий комплексной репрографии
- Центр консервации и реставрации
  - Отдел научных технологий сохранения фондов
  - Отдел реставрации
  - Отдел оправы

### Отделы
- Отдел программно-технологического обеспечения компьютерных сетей
- Отдел комплексного библиотечного обслуживания
- Отдел обслуживания основными фондами
- Отдел научной организации основного фонда
- Отдел международной информации и зарубежных связей
- Отдел фонда ООН
- Отдел национальной библиографии
- Отдел старопечатных книг и редких изданий
- Отдел библиотечных собраний и исторических коллекций
- Отдел газетных фондов
- Отдел изобразительных искусств
- Отдел формирования музыкального фонда
- Отдел зарубежной украиники
- Отдел обменно-резервных фондов
- Отдел формирования электронных баз научно-информационной и социокультурной информации
- Отдел комплексного научно-информационного обеспечения научных учреждений Академгородка

### Фонд президентов Украины
- Отдел поиска и учёта документов
- Отдел организации и использования документального фонда
- Информационно-аналитический отдел

### Служба информационно-аналитического обеспечения
- Отдел политического анализа
- Отдел оперативной информации
- Отдел библиометрии и наукометрии
- Отдел программно-коммуникационных технологий

### Национальная юридическая библиотека
- Аналитично-прогностический отдел
- Отдел обслуживания информационными ресурсами
- Отдел справочно-консультационной помощи
- Отдел технологий электронной обработки информации
- Отдел синтеза социокультурных сетевых ресурсов
- Отдел анализа периодической печати
- Отдел баз данных правовой информации

### Вспомогательные и технические подразделения
- Бухгалтерия
- Отдел кадров
- Служба охраны труда

## Здания библиотеки

Центральный вход в Национальную библиотеку

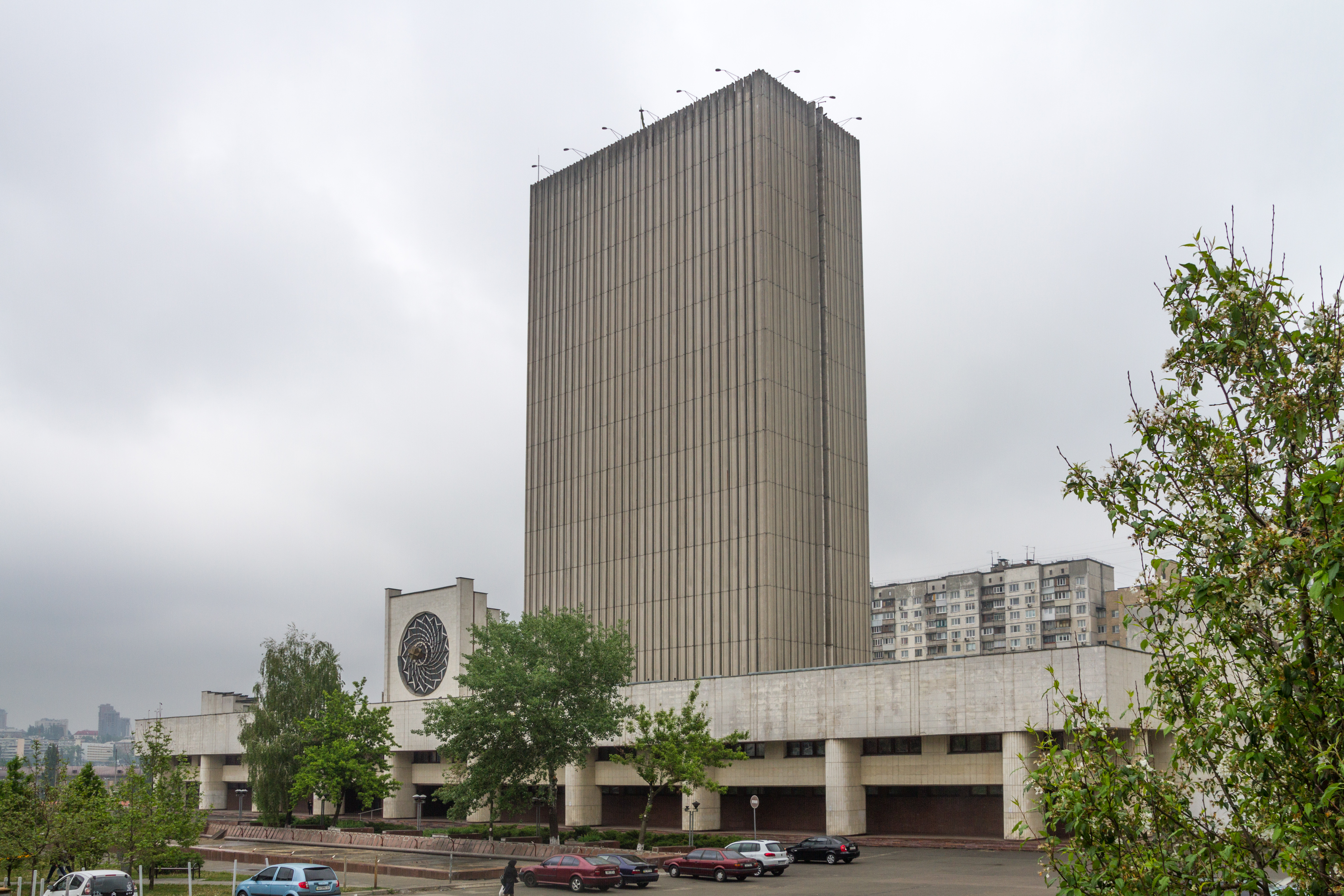
Главное здание

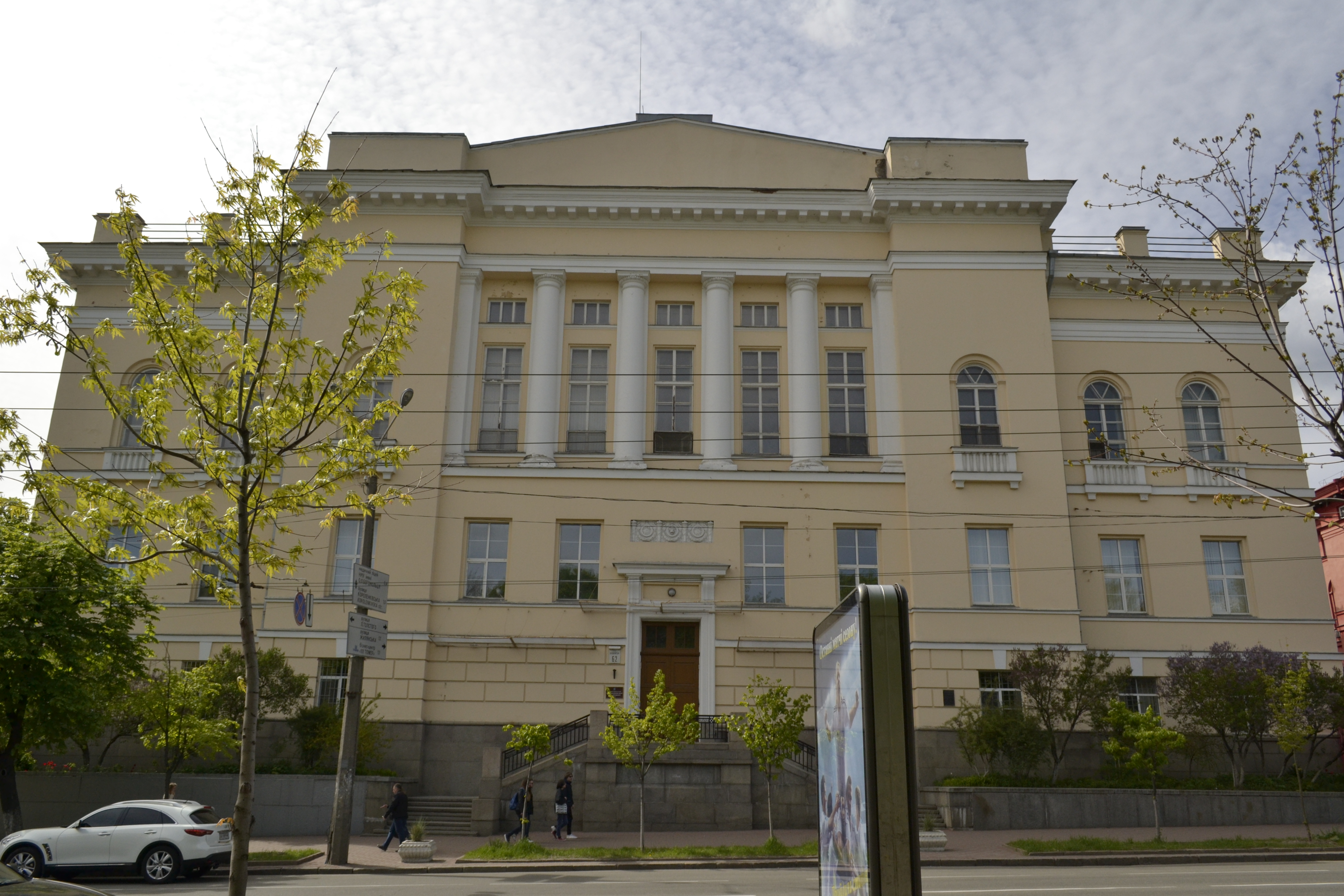
Корпус НБУВ по ул. Владимирской, 62

Национальная библиотека Украины имени В. И. Вернадского является крупнейшей по площади помещений библиотекой Украины.
В 1929—1930 годах по проекту архитекторов В. А. Осьмака и П. Ф. Алёшина для Библиотеки было построено здание по адресу: Владимирская улица, 62. Архитектура здания выдержана в стиле неоклассицизма. Это здание составляет целостный архитектурный ансамбль вместе со зданием Научной библиотеки имени М. Максимовича Киевского Национального университета имени Т. Г. Шевченко (Владимирская улица, 58), построенным по проекту тех же архитекторов в 1939—1940 годах, и Главным («Красным») корпусом Университета. С 1989 года в этом помещении находится Филиал № 1 Библиотеки.
В 1989 году было построено главное здание Государственной библиотеки УССР имени В. И. Вернадского на участке площадью три гектара по проекту архитекторов «Киевпроекта» В. Гопкало, В. Гречины и В. П. Песковского. Вертикальная часть сооружения (книгохранилище) насчитывает 27 этажей, в горизонтальной части размещены читальные залы и служебные помещения библиотеки.
Интерьер основного помещения оформлен произведениями изобразительного искусства значительной художественной ценности.
В вестибюле Библиотеки расположено монументально-декоративное панно «Боли земли» (авторы В. И. Пасивнко и В. М. Прядка, площадь 300 м²), выполненное в технике энкаустики. Основной темой этой композиции является раскрытие главного предназначения науки — защиты жизни на Земле.
Фойе перед читальными залами украшает гобелен-триптих «Истоки славянской письменности» (авторы М. Т. Литовченко и И. С. Литовченко, размер 7×3,5 м), выполненное в технике ручного ткачества. Материалы — шерсть, люрекс. Композиционное решение гобелена (триптих) обусловлено наличием колонн, не позволяющих зрителю воспринять всю площадь полотна одновременно. В Центральной части на фоне яркого огня изображены языческие символы, олицетворяющие образы сотворения мира и зарождения письменности. Далее на смену символическим образам приходят конкретные: киевский летописец и писатель Нестор, создатели славянской азбуки Кирилл и Мефодий, лексикограф, писатель и гравёр Памво Берында — автор первого печатного украинского словаря, украинский и русский первопечатник Иван Фёдоров, политический и просветительский деятель Украины митрополит Киевский Пётр Могила. Левая и правая части триптиха посвящены эволюции средств письменности в условиях информатизации общества.
Авторы обеих вышеназванных работ в 1998 году стали лауреатами Национальной премии Украины имени Т. Г. Шевченко.
Украшениями библиотечного интерьера являются скульптурные композиции авторского коллектива под руководством Б. С. Довганя. В центральном вестибюле установлен бюст организатора и первого президента Украинской академии наук, основателя библиотеки В. И. Вернадского. Вдоль пандуса (пологих лестниц), соединяющего первый и второй этажи библиотеки, установлены 11 мраморных бюстов видных личностей, внёсших значительный вклад в развитие мировой науки и культуры: Ярослава Мудрого, Ивана Фёдорова, М. В. Ломоносова, Г. С. Сковороды, Н. И. Лобачевского, А. С. Пушкина, Т. Г. Шевченко, Д. И. Менделеева, И. И. Мечникова, К. Э. Циолковского и А. С. Попова.

## Фонды библиотеки

### Состав фондов
Размер фондов — около 15,8 млн единиц хранения. Это уникальное собрание источников информации, включающее книги, периодические издания и серийные издания, карты, ноты, эстампы, репродукции и прочие изоиздания, рукописи, старопечатные книги, архивы исторических газет, документы на нетрадиционных носителях информации. Библиотека имеет полнейшее на Украине собрание памятников славянской письменности и рукописных книг, автографы и личные архивы видных деятелей украинской и мировой науки и культуры. Составляющие фондов — библиотечно-архивная коллекция «Фонд Президентов Украины», архивный экземпляр произведений печати Украины с 1917 года, архивный фонд Национальной академии наук Украины. С 1998 года осуществляется целенаправленное комплектование электронными документами, с 2005 — архивирование научно-информационных ресурсов Интернета.
Ежегодно в фонды поступает 160—180 тыс. документов (книг, журналов, газет и др.). Библиотека комплектуется всеми украинскими изданиями. В соответствии с Законом Украины «Об обязательном экземпляре документов» и рядом других законов и подзаконных актов, библиотека получает обязательный печатный экземпляр всех тиражированных документов, изданных на территории Украины. На практике, начиная с 1990-х годов многими издателями нормы законов об обязательном экземпляре не выполняются. Исключительно Национальная библиотека Украины им. В. И. Вернадского получает печатный экземпляр диссертаций, защищающихся на территории Украины, и некоторые виды обязательного электронного экземпляра: авторефератов диссертаций (с 1998 года) и печатных специальных изданий (с 2009 года).
Другим источником комплектования является международный книгообмен, ведомый библиотекой с более 1500 научными заведениями и библиотеками 80 стран мира. В библиотеку как депозитарий документов и материалов ООН на Украине присылаются публикации этой организации и её специализированных инстанций (с 1969 года).

### Фонд библиотечных и исторических коллекций
В фонде библиотечных и исторических коллекций хранятся различные библиотечные собрания прошлого (библиотеки Киевской духовной академии, Университета Св. Владимира, Острожской академии и др.) и более малые по размеру собрания исторических коллекций — систематизированные книжные собрания видных лиц, имеющие значительную историко-культурную ценность. Среди интереснейших исторических коллекций выделяются: библиотека последнего польского короля Станислава-Августа Понятовского, известная под названием Королевская библиотека «Регия»; родовое собрание польского учёного и мецената князя Юзефа Александра Яблоновского; коллекция известных государственных деятелей ВКЛ графов Иоахима и Адама Хрептовичей, составлявшаяся в течение 2-й половины XVIII — начала XIX веков.

### Зал картографии
Зал картографии — единственное на Украине специализированное библиотечное подразделение, обслуживающее читателей картографическими изданиями и материалами по геодезии, картографии, геологии, географии и других наук о Земле. В массиве довольно уникального картографического фонда разнообразные карты, атласы, планы, картограммы и другие материалы XVI века, отечественные и зарубежные, различные по языку, тематике, предназначению и изготовлению.

### Газетные фонды
Газетные фонды НБУВ — единственный специализированный архив этого вида печати на Украине. Украинские газеты представлены от 1818 года — «Харьковские известия» (изд. Харьковского университета), российские — от 1732 года («Санкт-Петербургские губернские ведомости»), иностранные — с 1728 года («Gazeta Warszawska»). Первая газета, выходившая на украинском языке, — «Хлібороб» (1905, Лубны). В общей сложности газетные фонды НБУВ насчитывают около 182 тыс. годовых комплектов газет.

### Зарубежная украиника
Собрание отдела зарубежной украиники, основанного в 1991 году, стало доступным для широкого круга читателей после отмены продолжительной государственно-партийной цензуры и главлитовских запретов. Оно содержит труды украинцев, издания на украинском языке, исследования об украинцах и Украине, изданные за её современными границами.

### Музыкальный фонд
Фонды отдела формирования музыкального фонда — крупнейшее нотохранилище на Украине и одно из богатейших в мире — насчитывает около 225 тыс. единиц хранения. Собрание нот охватывает издания начиная со 2-й половины XVII века, большей частью это все виды нотной продукции, издававшиеся и издающиеся на Украине. Особой ценностью фонда является коллекция нот из собрания рода гетмана Разумовского. Они датируются 2-й половиной XVIII — серединой XIX века и происходят из большинства стран Европы. Многие из них — редкие и уникальные, единственные в мире.

### Фонд отдела изобразительного искусства
Фонд отдела изобразительных искусств содержит свыше 262 тыс. единиц хранения разнообразных художественных произведений человечества, в том числе и Украины, с XVII века и до наших дней: лубки, гравюры, разнообразные иллюстрации местностей, архитектурных памятников, исторических событий, книги, журналы, альбомы, репродукции художественных произведений, открытки, плакаты, портреты.

### Иудаика
Собрания отдела иудаики (около 142 тыс. единиц хранения) состоят из многих коллекций еврейской литературы и рукописей. Здесь хранятся архивы еврейских обществ, существовавших на просторах Украины, и частные архивы, памятники печати, книжные, журнальные, газетные издания. Среди архивных фондов есть документы и творческие материалы А. Я. Гаркави, Н. Бакета, Шолом-Алейхема, М. Я. Береговского и многих других деятелей еврейской культуры.

### Жемчужины библиотеки

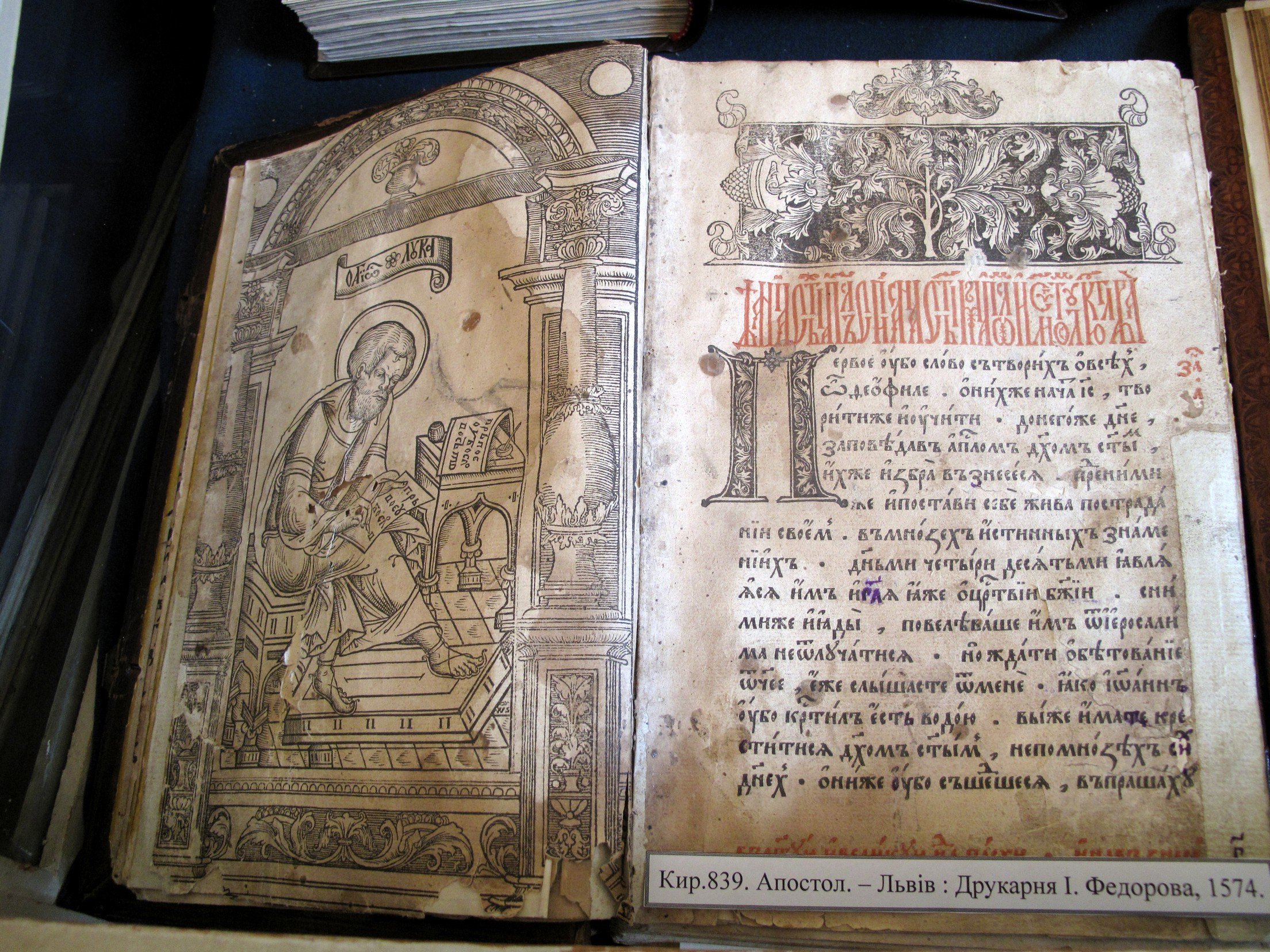
Апостол (1574)

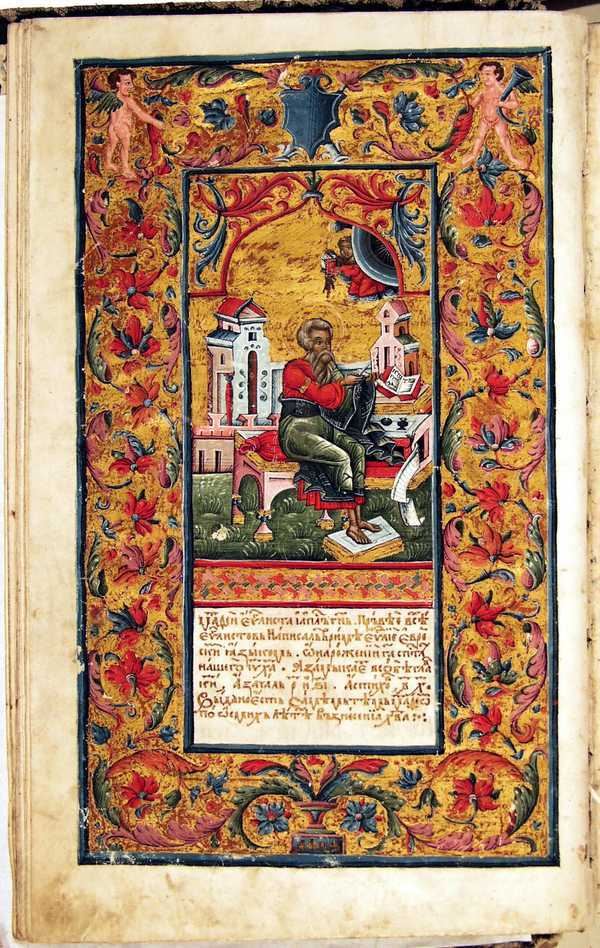
Миниатюра «Святой Лука». Пересопницкое Евангелие (1556—1561)

Исключительное научно-культурное значение имеет одно из богатейших собраний древних памятников славянской письменности, рукописных книг XI—XVIII веков, исторических документов XVI—XVIII веков. В Библиотеке хранится также большое собрание памятников славянского и западноевропейского книгопечатания XV—XVI веков, в том числе коллекция из 524 инкунабул.
- Пересопницкое Евангелие (1556—1561) — выдающийся рукописный памятник западнорусского языка и искусства XVI века. Один из первых украинских переводов канонического текста четвероевангелия. Считается ценнейшей духовной святыней украинского народа, на которой во время инаугурации принимают присягу Президенты Украины.
- Киевские глаголические листки (X в.) — один из древнейших глаголических памятников старославянской письменности.
- Слипченский Апостол (XII в.) — рукопись на пергаменте.
- Оршанское Евангелие (XIII в.)
- Сербский Апостол (XIV в.)
- «Трактат» Матвея Краковского (1459—1460) — памятник книгопечатания XV века, изданный в Майнце (на родине И. Гутенберга) ещё при его жизни.
- «История животных» Аристотеля (Венеция, 1476), напечатанная на пергаменте (один из двух известных в мире пергаментных экземпляров).
- Киево-Печерский патерик (1553—1554) — памятник оригинальной литературы Киевской Руси, сборник религиозно-фантастических повествований об истории Киево-Печерской лавры и первых её сподвижников.
- «Апостол» Ивана Фёдорова (1564, 1574) — первая книга, напечатанная на Украине.
- Собрание фонографических записей еврейского музыкального фольклора (1912—1947). Коллекция насчитывает 1017 восковых фоноцилиндров и значительный по размеру дополнительный материал: нотные и текстовые расшифровки к фонограммам[9]. Большая часть этой коллекции — результат дореволюционных и советских фольклорных экспедиций таких исследователей как З. А. Кисельгоф, М. Я. Береговский, С. М. Магид. Памятник включён в реестр ЮНЕСКО «Память мира»[10].

## Библиотечное обслуживание
Универсальными информационными ресурсами Библиотеки пользуются около 500 тыс. читателей, которым ежегодно выдаётся до 5 млн документов. Ежедневно Библиотеку посещают 2 тыс. учёных, специалистов, аспирантов и студентов. Их информационное обслуживание осуществляется в 16 отраслевых и специализированных залах основного библиотечного комплекса, а также в 6 залах филиала, где размещено крупнейшее на Украине собрание газет, фонды рукописей, старопечатных книг и редких изданий, эстампов и репродукций, нотных изданий, собрания иудаики, а также значительная часть Архивного фонда Национальной академии наук Украины. Интернет-портал Библиотеки ежесуточно посещают более 40 тыс. пользователей. Особая категория абонентов — информационные службы органов государственной власти, среди которых Верховная Рада Украины, Администрация Президента Украины и Кабинет Министров Украины.

## Справочно-поисковый аппарат
Поисковый аппарат Библиотеки имеет в своём составе систему библиотечных каталогов и картотек и фонд справочно-библиографических изданий объёмом в 200 тыс. экземпляров. Этот фонд включает документы нормативного характера (законы, указы, постановления и проч.), энциклопедии, толковые словари, справочники, библиографические пособия. Систему библиотечных каталогов и картотек образуют генеральный алфавитный каталог, читательские алфавитный и систематический каталоги и более 30 каталогов и картотек подразделений библиотеки. С 1994 года наполняется электронный каталог, с 1998 — общегосударственная реферативная база данных «Научная украиника».
В локальных информационных сетях Библиотеки находятся свыше 700 компьютеров; на Интернет-портале — 3,5 млн библиографических и 320 тыс. реферативных записей, а также 300 тыс. полных текстов документов; в Интранет-среде — 700 тыс. публикаций. Поиск в электронных ресурсах осуществляется программным модулем WWW-ISIS (ЮНЕСКО).

## Научно-исследовательская деятельность
Библиотека — научно-исследовательский институт в области научно-информационной деятельности, библиотековедения и смежных наук. Она имеет аспирантуру и специализированный совет по защите диссертаций на соискание степеней кандидата и доктора наук по специальностям:
- 07.00.2008 — Книговедение, библиотековедение, библиографоведение;
- 07.00.2010 — документоведение, архивоведение;
- 05.13.2006 — Информационные технологии.

Библиотека издаёт ряд научных специальных изданий, в том числе, журнал «Бібліотечний вісник», сборники научных трудов «Наукові праці НБУВ», «Рукописна та книжкова спадщина України», «Українська біографістика» и др.; проводит ежегодные международные научные конференции, научно-просветительские и прочие мероприятия.

## Международное сотрудничество
НБУВ является членом многих международных и украинских библиотечных объединений: Международной федерации библиотечных ассоциаций и учреждений, Конфедерации европейских национальных библиотек, Библиотечной Ассамблеи Евразии, Международной ассоциации музыкальных библиотек, архивов и документных центров.
На базе собрания книг библиотеки имени Вернадского действуют профессиональные объединения: Ассоциация библиотек Украины, Совет директоров научных библиотек и информационных центров академий наук — членов МААН и Украинское биографическое общество.
Библиотека осуществляет книгообменные связи с 1105 научными учреждениями в 66 странах мира, ежегодно проводит международные конференции, симпозиумы, совещания по актуальным вопросам развития деятельности библиотек в современном мире, информационной деятельности научных библиотек и информационных центров.